# 角果

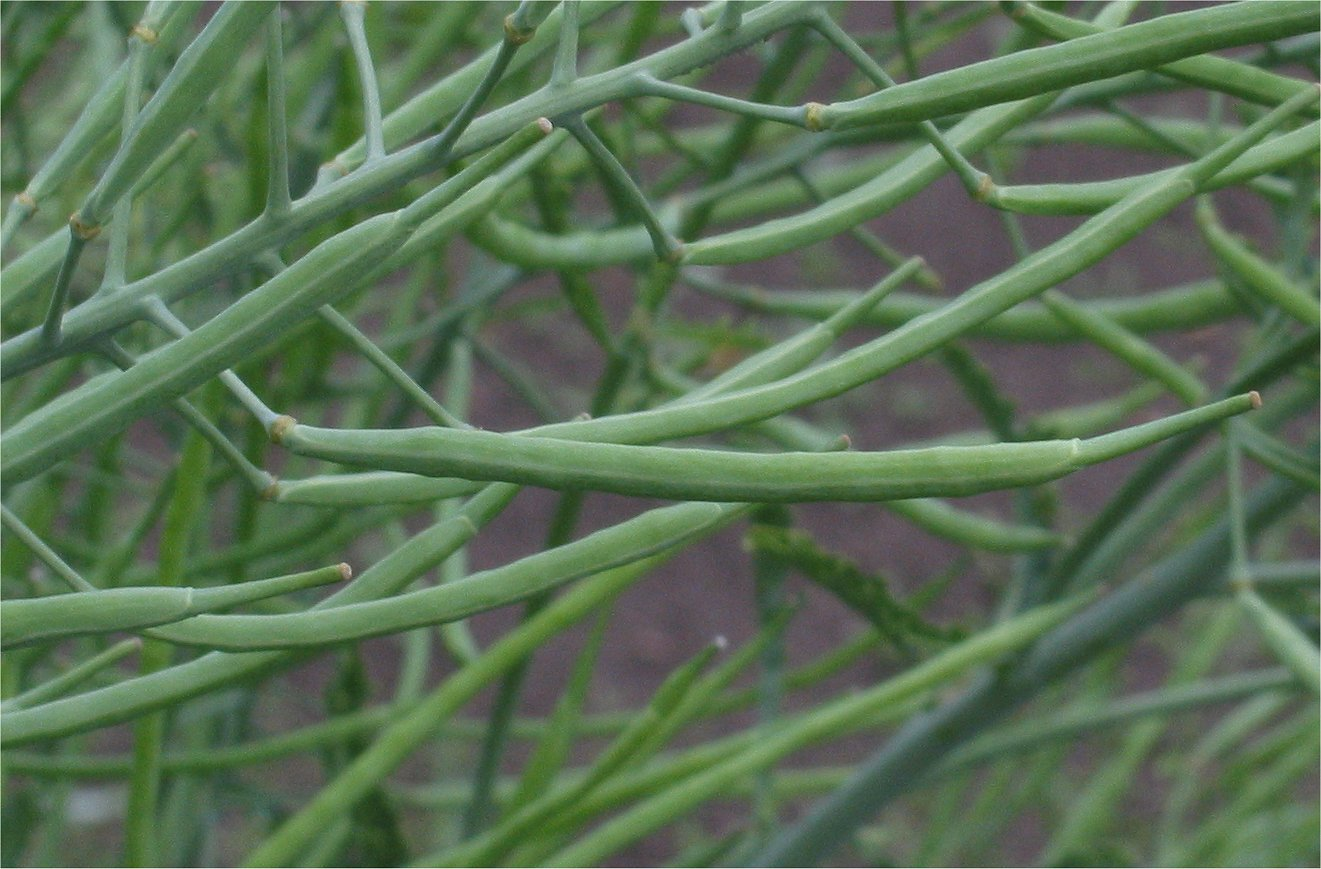
角果：甘蓝的果实

角果是果实的一种类型，由两心皮合生雌蕊发育而成，属于单果。在果实两侧心皮合生的部位形成两条腹缝线，发育过程中腹缝线之间会形成隔膜将果实分为两个格室，这个隔膜并非由胎座发育而成，因而被称谓假隔膜，种子着生在假隔膜边缘的两侧。果实成熟后通常会沿腹缝线开裂脱落，种子随之散布，而假隔膜则一直存流于果柄之上。部份物種的角果不會開裂，稱為不開裂角果（indehiscent siliques）。

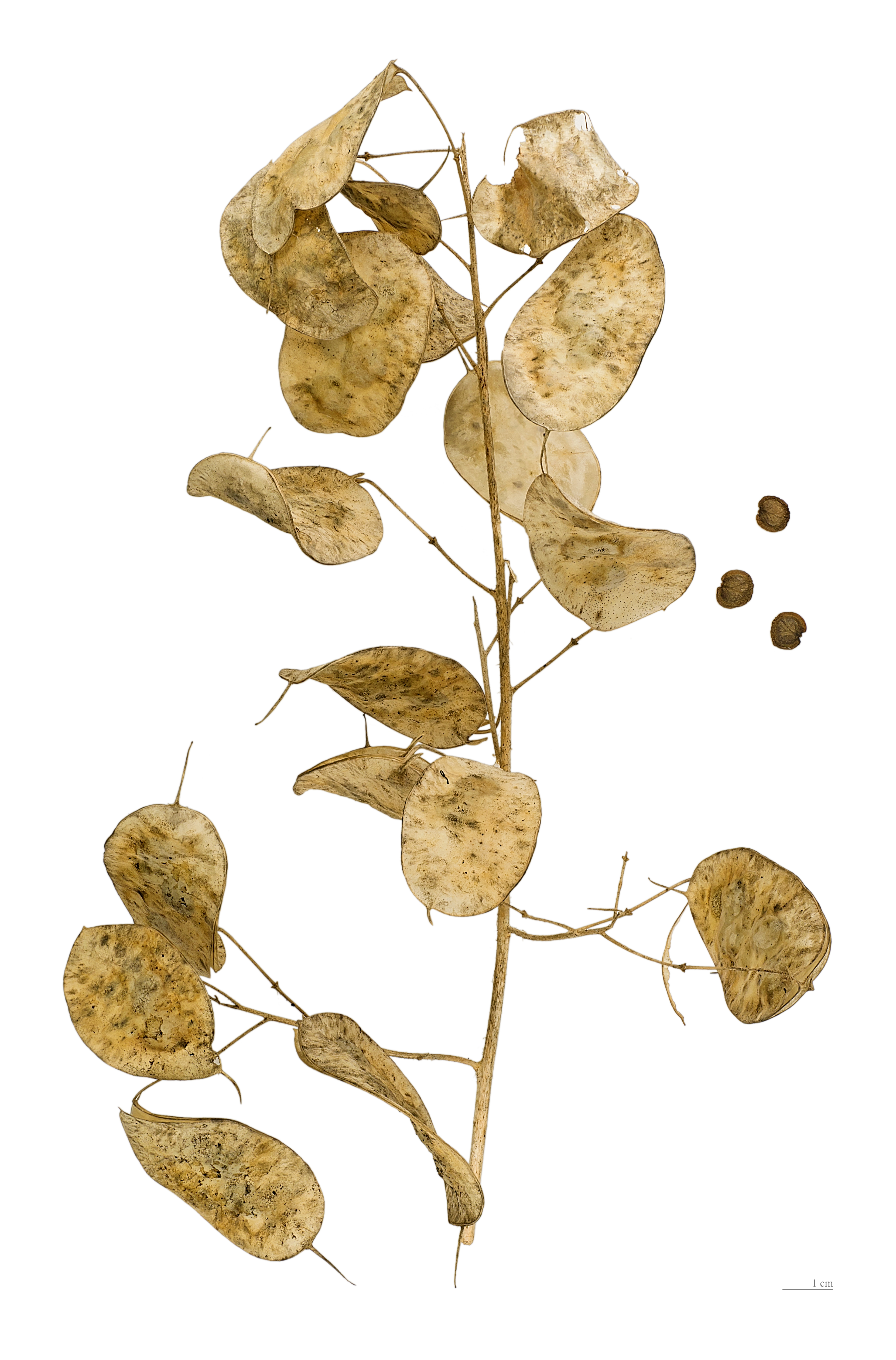
Lunaria annua

角果的長度大於寬度3倍時，称为长角果，否則稱為短角果。
角果常見於十字花科植物，一些角果被人类当作中药食用一些则用来榨油或者调味料，如油菜、白芥等。